# Desa Candikesuma
Desa Candikesuma är en administrativ by i Indonesien.   Den ligger i provinsen Provinsi Bali, i den sydvästra delen av landet, 900 km öster om huvudstaden Jakarta. Desa Candikesuma ligger på ön Bali.